# ستارگان بی‌تاب
ستارگان بی‌تاب (ایتالیایی: Le stelle inquiete) یک فیلم ایتالیایی به کارگردانی «امانوئلا پیووانو» است که در سال ۲۰۱۱ منتشر شد.
داستان این فیلم، از بخش‌هایی از زندگی «سیمون وی» الهام گرفته شده‌است.

## بازیگران
- لارا گوئیرائو در نقش «سیمون وی»
- فابریتسیو ریتسولو در نقش «گوستاو تیبون»
- ایزابلا تابارینی در نقش «ایوِت»
- مارک پرونه در نثش «پـِپه»
- رناتو لیپراندی در نقش «شهردار»
- دانیلو برتاتسی در نقش «پرین»
- دیل گابریله دلایرا در نقش «ایوو»